# Karl-Heinz Graf
Karl-Heinz Graf ist ein deutscher Basketballtrainer und ehemaliger -spieler.

## Leben
1970 stieg Graf als Spieler mit dem Post-SV Bayreuth in die Oberliga (damals die zweithöchste deutsche Spielklasse) sowie 1976 in die Basketball-Bundesliga auf und lief für die Mannschaft dann auch im „Oberhaus“ auf.
Graf war als Co-Trainer von Lester Habegger an den Titelgewinnen von Steiner Bayreuth Ende der 1980er Jahre (1988 Pokalsieger, 1989 Deutscher Meister und Pokalsieger) beteiligt. 1989 und in der Saison 1990/91 fungierte Graf zeitweilig als Interimstrainer der Bayreuther Bundesligamannschaft. Da Habegger im Herbst 1991 aus gesundheitlichen Gründen in die Vereinigten Staaten zurückkehrte, übernahm Graf den Cheftrainerposten, ehe er im Saisonverlauf von Eric Dennis abgelöst wurde. Graf betreute in Bayreuth auch langjährig Jugendmannschaften.